# Jardins de Piscines i Esports
Els jardins de Piscines i Esports es troben al barri de Sant Gervasi-Galvany de Barcelona.

## Història i descripció
El seu origen es troba en la masia de Can Balasc, que entre 1912 i 1932 va acollir les instal·lacions del Reial Club de Polo. El 1935 s'hi va inaugurar el complex homònim, si bé la pista d'hípica va ser condicionada com a canòdrom. Hi destacava la gran piscina central, creuada per un pont de ferro i formigó armat sobre el que s'emplaçaven tres trampolins a diferent nivells. També hi havia un gimnàs, una pista de patinar, un mini-golf i una escola de natació, dirigida pel nedador Ramon Artigas, a més d'un ampli espai de restauració i festa.
Durant la Guerra Civil, el complex va esdevenir un centre de reclutament, i un cop acabat el conflicte, recuperaria la seva funció, gestionat per l'empresa Atracciones Sarriá SA. El juny del 1944 s'hi va disputar el primer campionat d'Espanya d'hoquei sobre patins, amb la victòria final del RCD Espanyol, on jugava el jove Joan Antoni Samaranch.
El gener del 1987, Piscines i Esports va tancar les portes, i l'empresari Oriol Regàs va presentar un projecte de remodelació que incorporava cinemes i restaurants i fins i tot el trasllat a l'interior del recinte de l'església de Sant Gregori Taumaturg, que va comptar amb l'oposició veïnal. Finalment, el 1999 l'alcalde Joan Clos hi va inaugurar el nou complex esportiu, amb piscines i un gimnàs DiR soterrat, al qual s'afegí posteriorment una zona de restauració i el cinema multisales Cinesa Diagonal.
El 2008, una part dels terrenys van passar a ser un jardí públic. Té forma rectangular, i presenta àmplies zones de gespa amb arbres, principalment pins i acàcies. En un racó es troba un estany amb plantes aquàtiques, rodejat de salzes. Hi ha camins pavimentats disposats en un traçat circular, que conviden al passeig, així com una àrea de jocs infantils.